# 穆罕默德·迈赫迪·德黑兰奇
穆罕默德·迈赫迪·德黑兰奇（波斯語：محمدمهدی طهرانچی，1965年3月21日—2025年6月13日），伊朗理論物理學家、核子物理科學家。他是沙希德·贝赫什提大学雷射與電漿研究所和物理系的教授，也是伊斯兰阿扎德大学的董事會成員和校長，並擔任伊斯蘭阿扎德大學兩個分校（位於德黑蘭市中心和德黑蘭省）和沙希德·貝赫什提大學的兩個分校的校長。2025年6月13日，死於以色列對伊朗的空襲。